# Польское общество управления производством
Польское общество управления производством (пол. Polskie Towarzystwo Zarządzania Produkcją) — польское научное общество, основанное в 2002 году.
Согласно Уставу, целью Общества является комплексное распространение методов и приемов, используемых в сфере управленческой деятельности; сотрудничество с учреждениями и частными лицами по сбору информации и обмену опытом в области управления; организационно-экономическое консультирование, организация и проведение научных конференций, семинаров и тренингов для членов Общества и иных заинтересованных субъектов.
В состав Общества входят 24 региональных филиала.
Общество выпускает международный многопрофильный научный журнал Zarządzanie Przedsiębiorstwem. Enterprise Management, который публикует технические обзоры, рецензии на книги и публикации об инновациях, технологиях производства и управления. Издание также публикует результаты передовых исследований, продвигающих концепции инновационного менеджмента, а также информацию о новых решениях в современных производственных процессах.
Общество является учредителем Конкурса дипломных работ в области управления производством, победители которого награждаются премиями.
Председателем Общества является доктор технических наук, профессор Ryszard Knosala.
Актуальная информация о деятельности Общества публикуется на сайте www.ptzp.org.pl.